# Veronicelloidea
Veronicelloidea Gray, 1840 è una superfamiglia di molluschi gasteropodi eterobranchi terrestri dell'ordine Systellommatophora.

## Tassonomia
La superfamiglia comprende le seguenti due famiglie:
- Rathouisiidae Heude, 1885
- Veronicellidae Gray, 1840

Sinonimi
- Vaginulidae Martens, 1866 sinonimo di Veronicellidae Gray, 1840